# Лоредана Гроза
Лоредана Гроза (рум. Loredana Groza; нар. 10 червня 1970, Онешті, жудец Бакеу, Румунія) — румунська поп-співачка, модель, актриса, танцюристка, медіа-власниця і тренерка у шоу талантів Vocea României
.

## Біографія

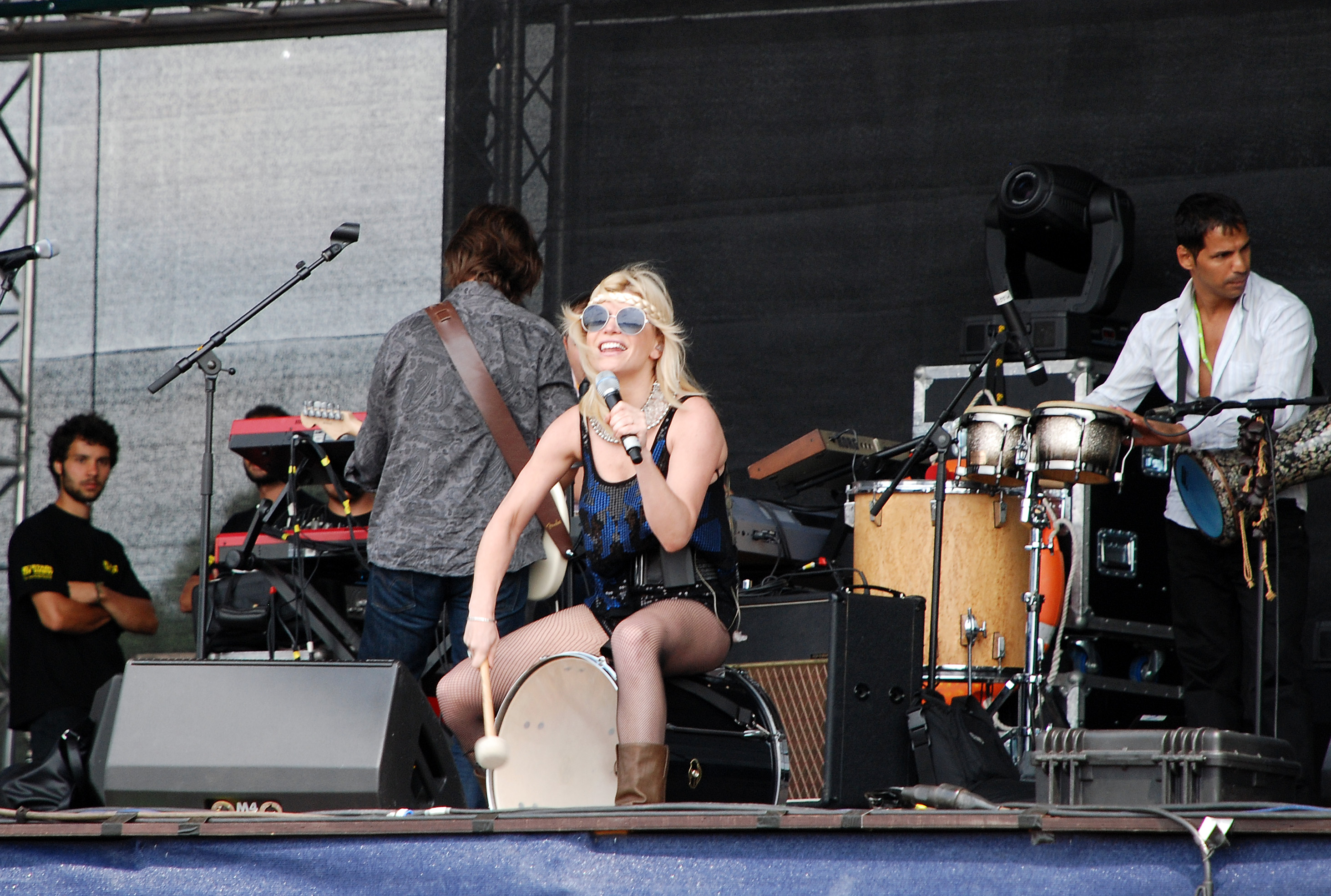
Виступ Лоредани Гроза в Лінці на Europa Hafenfest в липні 2009 року

Лоредана Гроза народилася в Онешті у 1970 році. Співати почала у три роки, і продовжувала протягом усього навчання в школі. У 14 років талант Лоредани помітили композитори Думітру Морошану та Жолт Керрестель. Вони запросили її до Бухаресту на конкурс Шоу талантів «Зірка без імені» («Steaua fără nume»). Хоча вона на той час ще не підходила під умови конкурсу — їй було на той момент менше ніж17 років. 1986 року вона знову взяла участь у шоу талантів і виграла великий приз. Того ж року, брала участь у Національному музичному фестивалі в Мамая, де знову перемогла і стала наймолодшим переможцем фестивалю.
З 1987 року співпрацювала з композитором Адріаном Енеску. Наступного року вийшов її дебютний альбом «Bună seara iubite» (Добрий вечір, кохання). Хоча головна пісня альбому і не транслювалася на румунському телебаченні через комуністичну цензуру, альбом мав величезний успіх, було продано більше мільйона примірників. У 1989 році Адріан Енеску та Лучан Аврамеску випустили її другий альбом «Un buchet de trandafiri», який також став успішним.
Потім у її музичній кар'єрі настала перерву до 1994 року, коли Лоредана повернулася з альбомом Atitudine, а наступного року вона гастролювала по Румунії з гуртом Direcția 5. Два роки поспіль, у 1995 та 1996 роках вона випускала альбоми Născuta toamnă та Tomilio. 1999 року вона випустила успішний EP Aromaroma.
У 2000 році світлина Лоредани з'явилася на обкладинці журналу Playboy. 2001 року Лоредана у співпраці з Адріаном Енеску випустила альбом Diva înamorată.
Два альбоми, натхненні популярною музикою, виходять у 2002 році Agurida та Zaraza. 2003 року виходить альбом Fata cu șosete de diamant, за ним вийшли Extravaganza (2005) та Jamparalele (2006).

## Вибрана дискографія
- 1988 — Bună seara iubite (Добрий вечір, любов)
- 1989 — Un buchet de trandafiri (Букет троянд)
- 1994 — Atitudine (Відносини)
- 1995 — Nascută toamna (Народжена восени)
- 1996 — Tomilio
- 1998 — Lumea e a mea (мій Світ)
- 1999 — Aromaroma
- 2000 — Diva înamorată (Закохана діва)
- 2001 — Agurida
- 2002 — Zaraza (Зараза)
- 2003 — Fata cu șosete de diamant (Дівчина в алмазних шкарпетках)
- 2004 — Zig Zagga Extravaganza (Екстравагантно)
- 2006 — Jamparalele
- 2007 — My Love (Моя любов)
- 2007 — Made in Romanie (Зроблено в Румунії)
- 2008 — Tzuki Tzuki EP
- 2009 — SunDance
- 2010 — IubiLand
- 2012 — Apa
- 2016 — Loredana Y Su Nuevo Latir
- 2017 — Ador

## Колекції реміксів
2010 — Rain Rain Remixed (Rain Rain Single випущений 1 липня 2010 року)

## Саундтреки
- 2002 — Lori
- 2007 — Inimă de țigan
- 2008 — Supraviețuitorul
- 2008 — Regina
- 2009 — Aniela

З 1993 року знялася в 19 кінофільмах.

## Вибрана фільмографія
- 1996 — Асфальтове танго / Asfalt tango
- 2003 — Ураган — епізод (немає в титрах)
- 2004 — Модільяні
- 2004 — Захисник — епізод (немає в титрах)
- 2004 — Будинок страху
- 2008 — Залишився в живих — Лоррі
- 2008 — Вогонь і Лід: Хроніки Драконів — Ліла
- 2011 — Ігри кілерів — епізод

## Інше
З самого початку виходу програми Vocea României Лоредана Гроза є членом журі (румунська версія програми The Voice).
Є обличчям косметичної компанії Avon Products в Румунії.

## Родина
Чоловік — Андрій Бонча, продюсер, генеральний директор MediaPro Pictures, однією з провідних кіно — і телевізійних студій у Східній Європі. У родині росте дочка Єлена.